# Jesús Cruz Martín
Pour les articles homonymes, voir Martín.
Martín  Pérez est un nom espagnol. Le premier nom de famille, en général paternel, est Martín ; le second, en général maternel, souvent omis, est Pérez.
Jesús Cruz Martín Pérez (né le 14 novembre 1963 à Vertavillo dans la province de Palencia) est un coureur cycliste espagnol, professionnel de 1986 à 1992. 

## Biographie
Lauréat du réputé Tour de Tolède chez les amateurs, Jesús Cruz Martín fait ses débuts professionnels en 1986 au sein de l'équipe espagnole Zor-BH Sport. Il remporte sa première victoire au Tour des vallées minières.
En 1991, il court au sein de la modeste formation Wigarma. Au mois de mai, il s'impose sur la quatrième étape du Tour d'Espagne après plus de 180 kilomètres d'échappée en solitaire,.

## Palmarès sur route

### Palmarès amateur
- 1985
  - 1re étape du Tour de Ségovie
  - Tour de Tolède

### Palmarès professionnel
- 1986
  - 3e étape du Tour des vallées minières
- 1987
  - 3e de la Clásica a los Puertos de Guadarrama
- 1989
  - Mémorial Manuel Galera
- 1990
  - 2e du Mémorial Manuel Galera
- 1991
  - 4e étape du Tour d'Espagne
  - 13e étape du Tour du Mexique

### Résultats sur les grands tours

#### Tour d'Espagne
4 participations
- 1987 : 85e
- 1988 : non-partant (14e étape)
- 1991 : hors délais (12e étape), vainqueur de la 4e étape
- 1992 : 74e

## Palmarès sur piste

### Championnats nationaux
- 1983
  - 2e du championnat d'Espagne de course aux points
- 1984
  -  Champion d'Espagne de l'américaine (avec Carlos José Pliego)
  - 3e du championnat d'Espagne de poursuite
- 1985
  -  Champion d'Espagne de l'américaine (avec Carlos José Pliego)
  -  Champion d'Espagne de poursuite par équipes (avec Casimiro Moreda (es), Pablo Moreno et Carlos José Pliego)